# The Messenger (film fra 2018)
|  | Denne artikel er oprettet af botten Steenthbot ud fra en ekstern database. Den kan derfor have sproglige fejl eller mangler. Denne skabelon kan fjernes efter kontrol af indholdet. |

 For alternative betydninger, se The Messenger. (Se også artikler, som begynder med The Messenger)
The Messenger er en dansk børnefilm fra 2018 instrueret af Lowe Haak.

## Medvirkende
- Karim Theilgaard, Flash
- David Bateson, Narrator/Boss/Zero
- Gary Austine, Prince
- Rolf Olsen, Eric
- Marie-Louise Damgaard, Pop Up Window #1
- Linnea Pihl, Messenger Colleague